# Wolfersdorf (Berga-Wünschendorf)
Wolfersdorf ist ein Ortsteil von Berga-Wünschendorf im Landkreis Greiz in Thüringen.

## Geographie

### Geographische Lage

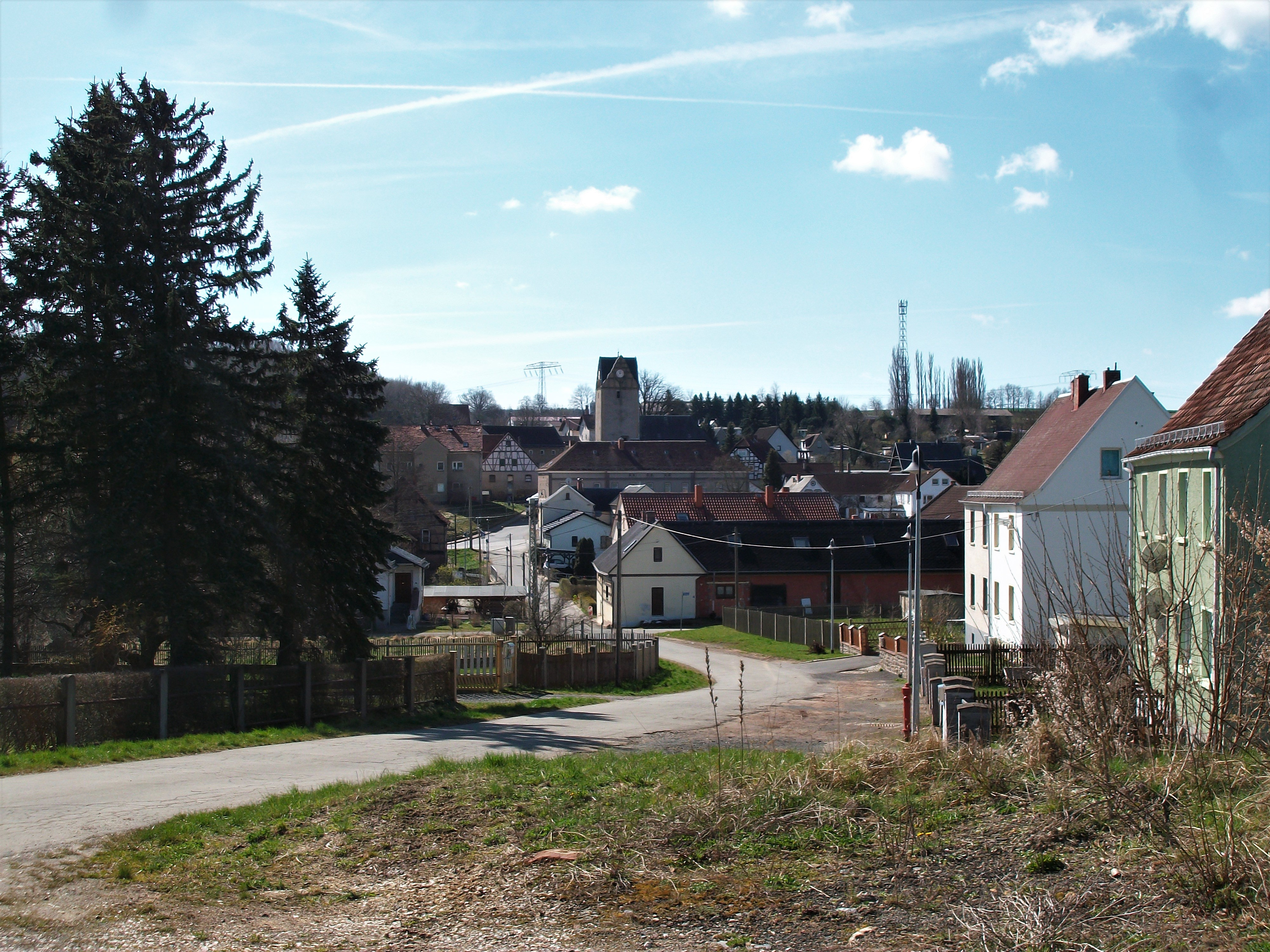
Haltepunkt Wolfersdorf (Kr Greiz), Blick in den Ort

Wolfersdorf befindet sich östlich der Elsterniederung auf einem kupierten Hochplateau im Thüringer Schiefergebirge. Der Ortsteil liegt nördlich von Berga/Elster an der Landesstraße 2336.

### Nachbarorte
| Letzendorf |                                             | Gauern                       |
| Endschütz  | Kompassrose, die auf Nachbargemeinden zeigt |                              |
| Wernsdorf  | Albersdorf                                  | Zwirtzschen, Flur Culmitzsch |

## Geschichte

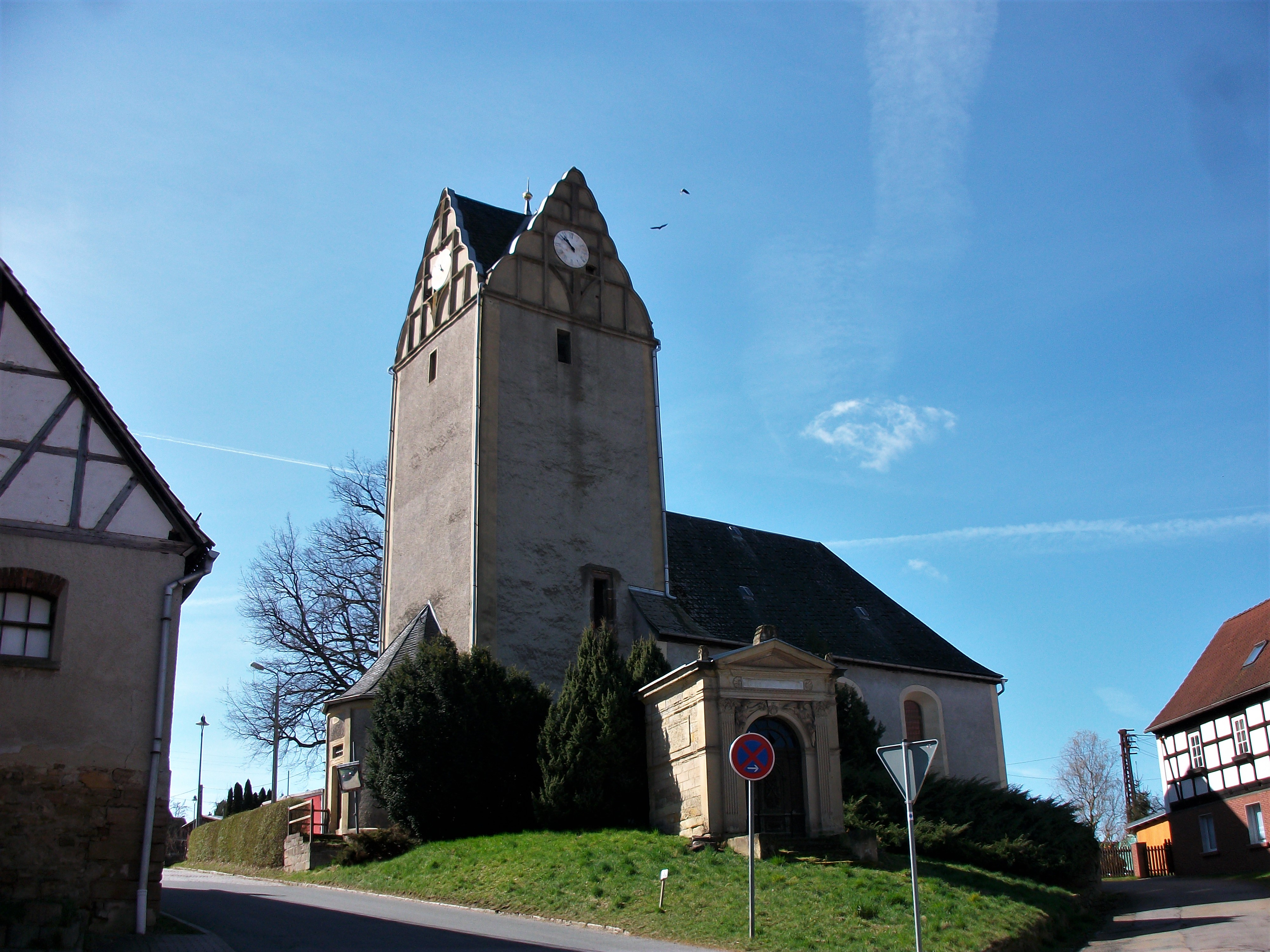
Kirche Wolfersdorf (Berga)

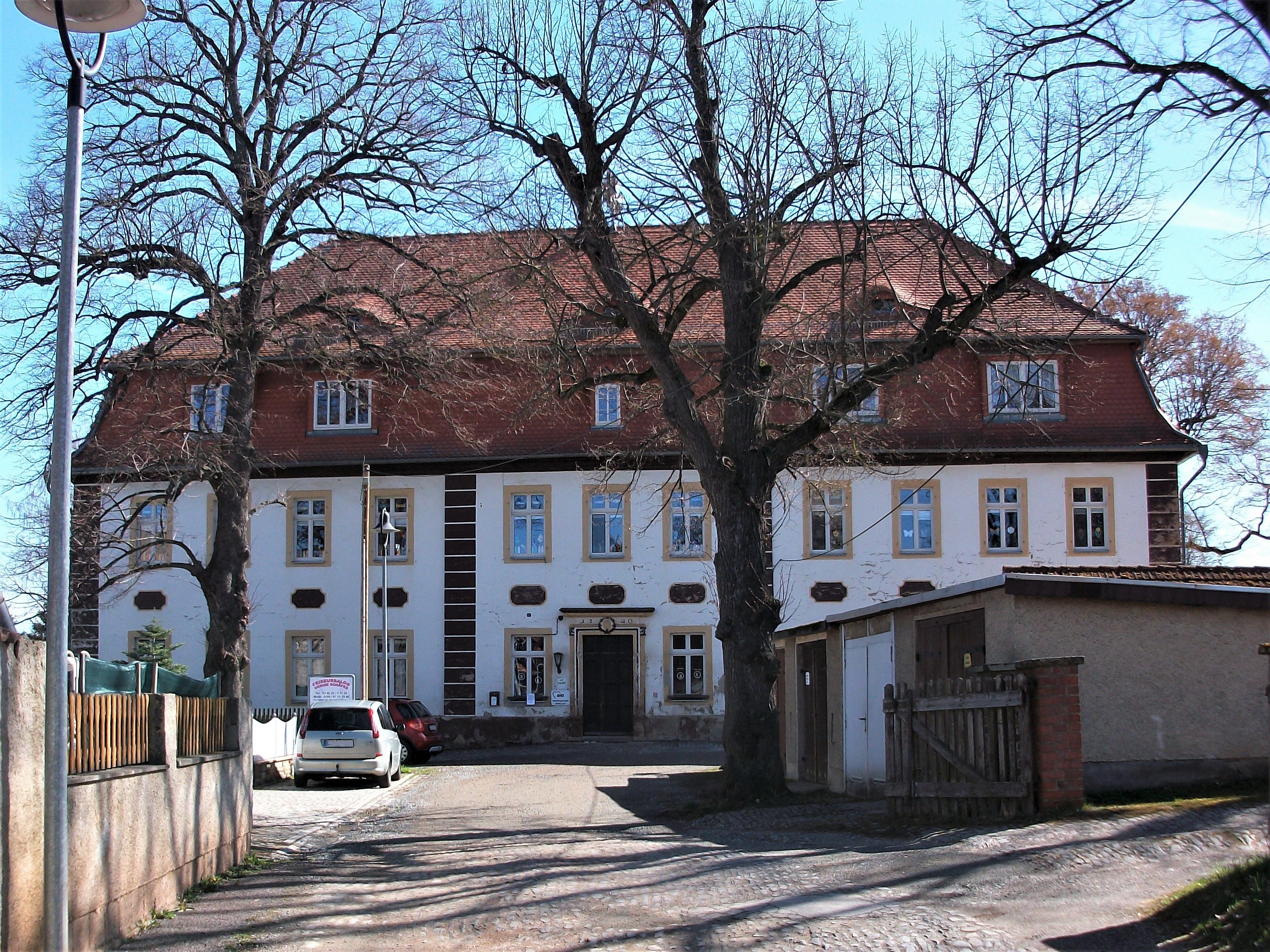
Herrenhaus Wolfersdorf (Berga)

1181–1214 wurde erstmals der Ort urkundlich erwähnt. Das Adelsgeschlecht derer von Wolffersdorff war von 1240 bis 1831 Grundherr des Ortes und nahm von ihm den Namen an.
Wolfersdorf gehörte bis 1815 zum Kurfürstentum Sachsen (Amt Weida im Neustädter Kreis).  Durch den Wiener Kongress wurde der Neustädter Kreis mit Wolfersdorf an das Großherzogtum Sachsen-Weimar-Eisenach abgetreten, innerhalb dessen der Ort 1850 dem Verwaltungsbezirk Neustadt/Orla zugewiesen wurde. Mit dem Ende des Ersten Weltkrieges 1918 und der anschließenden Gründung der Weimarer Republik gelangte der Ort in den Hoheitsbereich des im selben Jahr gegründeten Freistaats Sachsen-Weimar-Eisenach. Am 1. Mai 1920 kam es dann zur Gründung des Landes Thüringen, dem Wolfersdorf innerhalb des Landkreises Greiz (seit 1922) angegliedert war. Im Zuge der Verwaltungsreform in der DDR 1952, mit der die Länder wie Thüringen aufgelöst wurden, wurde der Ort Teil eines der 15 neu gegründeten Regierungs- und Verwaltungsbezirke: dem Bezirk Gera. Dabei verblieb es nach wie vor im Kreis Greiz. Im Gleichschritt mit der deutschen Wiedervereinigung am 3. Oktober 1990 wurde Thüringen als Freistaat wieder gegründet, dem das Dorf seitdem wieder angehörte. Am 8. März 1994 erfolgte die Eingemeindung nach Berga/Elster. Berga fusionierte am 1. Januar 2024 mit Wünschendorf/Elster zur Stadt Berga-Wünschendorf.

## Wirtschaft und Verkehr

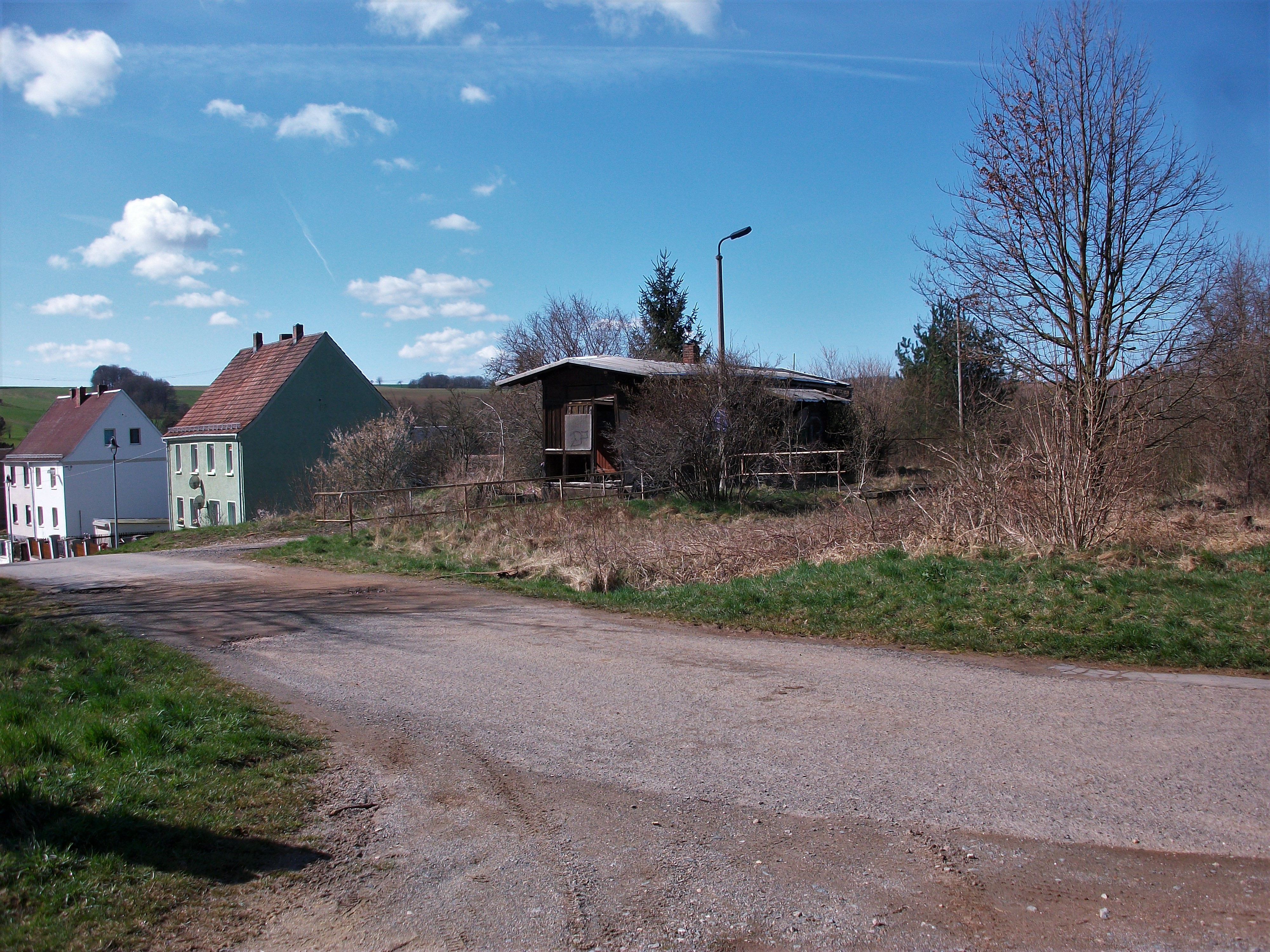
Ehemaliger Haltepunkt Wolfersdorf (Kr Greiz) (2022)

Wolfersdorfer Geflügelfarm

Im Ortsteil hat sich die Agrar-GmbH Grünes Tal Wolfersdorf Berga/Elster als Nachfolgeeinrichtung des DDR-Vorgängerbetriebes niedergelassen. Weiterhin besteht ein mit dem Thüringer Tierschutzpreis prämiertes Gestüt sowie Hotels und andere gewerbliche Einrichtungen.
Zwischen 1905 und 1998 besaß der Ort einen Haltepunkt an der Bahnstrecke Werdau–Mehltheuer.

## Sehenswürdigkeiten
- Herrenhaus des früheren Rittergutes, jetzt privat genutzt
- denkmalgeschützter Park aus dem 19. Jahrhundert, angelegt vom damaligen Rittergutsbesitzer Arno Thimmich[3]
- Dorfkirche mit 500 Jahre altem Geläut
- Heimatstube, ortsgeschichtliches Museum
- 2 ha großer Dorfteich in naturnaher Gestaltung
- Ostergarten Wolfersdorf in der Woche vor und nach Ostern, Station des Osterpfads Vogtland[4]